# Conradine Birgitte Dunker
Conradine Birgitte Dunker (de soltera Hansteen) (25 de agosto de 1780 - 11 de septiembre de 1866) fue una escritora noruega, personaje destacado de la vida social de su país.
Nacida en Christiania, mantuvo un "lugar prominente en la vida social de la capital". Perteneció a la Sociedad Dramática, asociación dedicada a la promoción del teatro en Noruega. Sus memorias tituladas Gamle Dage : Erindringer og Tidsbilleder fueron publicadas póstumamente en 1871, y están consideradas como una fuente valiosa de la vida cultural durante el siglo XIX. Han sido reimpresas varias veces, y Conradine Birgitte Dunker también fue biografiada en 1996.
Fue la madre de Bernhard Dunker y de Vilhelmine Ullmann. Su hermano más joven era el astrónomo Christopher Hansteen; y también era tía de la feminista y pintora Aasta Hansteen. Fue la abuela de educadora Ragna Nielsen y del político Viggo Ullmann.